# Abd-ar-Rahman al-Jabartí
Abd-ar-Rahman ibn Hàssan ibn Burhan-ad-Din al-Jabartí (àrab: عبد الرحمن بن حسن بن برهان الدين الجبرتي, ʿAbd ar-Rahman ibn Ḥasan ibn Burhān ad-Dīn al-Jabartī), més conegut simplement com a Abd-ar-Rahman al-Jabartí o al-Jabartí (1753-1825), fou un historiador egipci, probablement nascut al Caire o almenys hi va viure la major part de la seva vida, tot i que la família era originària de la costa d'Eritrea.
Va escriure una crònica dels esdeveniments mensuals al Caire titulada Meravelles de les antiguitats en traduccions i notícies (àrab: عجائب الاَثار في التراجم والاخبار, ʿAjāʾib al-aṯār fī t-tarājim wa-l-aẖbār), però coneguda com a Història d'Egipte d'al-Jabartí. És la font principal per a la invasió napoleònica i la presa del poder a Egipte per part de Muhàmmad Alí.